# Hail Grenada
Hail Grenada là quốc ca của Grenada kể từ khi quốc gia này giành được độc lập từ Vương quốc Liên hiệp Anh vào năm 1974. Lời ca do Irva Merle Baptiste-Blackett MBE (1924–2020) sáng tác, và nhạc do Louis Arnold Masanto (sinh năm 1938) viết. Bài hát này chính thức thay thế Quốc ca Nhà nước Grenada, được sáng tác và thông qua vào năm 1967.

## Lịch sử
Bài hát được viết bởi Irva Merle Baptiste-Blackett, một giáo viên âm nhạc tiểu học. Baptiste-Blackett đã tham gia Cuộc thi Sáng tác Quốc ca Nhân dịp Độc lập vào đầu thập niên 1970, và tác phẩm của bà đã được chọn làm quốc ca. Trong Lễ kỷ niệm Quốc khánh năm 2009, Baptiste-Blackett đã được trao tặng Huân chương Bạc Camerhogne của Grenada vì công lao sáng tác quốc ca.

## Lời bài hát
| Lời bài hát tiếng Anh | Lời bài hát tiếng Pháp Grenadian Creole |
| --- | --- |
| Hail! Grenada, land of ours, We pledge ourselves to thee, Heads, hearts and hands in unity To reach our destiny. Ever conscious of God, Being proud of our heritage, May we with faith and courage Aspire, build, advance As one people, one family. God bless our nation. | Hélé la Gwinad te annou Nou pléjé ko an nou pou ou Tet, tje e lanmen an younité Pou wivé déstinasyon nou Toujou konésas an Djé Pwéjé Héwitaj an Nou Sé pou nou an lafwa eve kouwaj Anspiwé, bati, avansé Kon yonn sel moun, yonn sel fanmi Djé benni nasyon annou |